# António Lopes Barbosa de Albuquerque
António Lopes Barbosa de Albuquerque foi um Governador Civil de Faro entre 20 de Maio de 1865 e 14 de Setembro de 1865.